# (10385) Amaterasu
(10385) Amaterasu (1996 TL12) est un astéroïde de la ceinture principale découvert le 15 octobre 1996 par Yoshisada Shimizu et Takeshi Urata à l'observatoire de Nachikatsuura.
Son nom fait référence à la déesse Amaterasu.